# Beyeria lepidopetala
Beyeria lepidopetala là một loài thực vật có hoa trong họ Đại kích. Loài này được F.Muell. mô tả khoa học đầu tiên năm 1859.